# Маромиця (селище)
Мароми́ця (рос. Маромица) — селище у складі Опарінського району Кіровської області, Росія. Адміністративний центр та єдиний населений пункт Маромицького сільського поселення.
Населення становить 1493 особи (2010, 1889 у 2002).

## Історія
Селище було засноване 1939 року як залізнична станція при будівництві залізничної гілки Латишський-Маромиця-Річний. 1972 року селище отримало статус селища міського типу, але втратило його 2005 року.